# Анастасій I (візантійський імператор)
Флавій Анастасій (лат. Flavius Anastasius, грец. Φλάβιος Ἀναστάσιος; бл 430, Дуррес — 9 липня 518, Константинополь) — імператор Візантії з 11 квітня 491 по 9 липня 518 року.

## Походження
Анастасій був родом з Діррахіума в Іллірії (тепер Дуррес у Албанії). Він був освічений, добропорядний і користувався прихильністю імператриці Аріадни — дочки імператора Лева I. Чоловік Аріадни, і пізніше імператор Флавій Зенон помер у 491 р., не залишивши після себе жодного сина. Аріадна, сенат і все військо проголосили імператором Анастасія, який займав в цей час посаду сіленціарія (так називали служителів, обов'язком яких було підтримання порядку в палаці).

## Правління
Давши письмову відмову від монофізитів, Анастасій одружується з Аріадною.
Ісаврська знать, що підтримувала Лонгіна — брата Флавія Зенона, не відразу визнала свою поразку і не переставала будувати інтриги проти нового імператора. У 493 р. Анастасій вигнав із Константинополя всіх ісаврів. Вони зібрали військо і повстали проти Анастасія і навіть дійшли вже до Фригії, коли Анастасій послав проти заколотників свого Magister militum Скіфа. Скіф здобув над заколотниками повну перемогу. У 496 р. після остаточної перемоги їх було переселено до Фракії.
У 513 році розгорілася релігійна війна між монофізитами і прихильниками Халкідонського собору, яка охопила всю імперію. Генерал Віталіан, Magister militum у Фракії, оголосив себе захисником православ'я та з безліччю гунів, слов'ян і булгар зайняв усю Фракію, Скіфію і Мезію, дійшов до Константинополя і почав його облогу.
У 514 р. Анастасію довелося прийняти всі вимоги повсталих: він погодився скликати новий Вселенський Собор — Третій Собор у Тірі (514—515). На ньому повинні були розібрати всі різнодумства в тлумаченні догматів віри, а також повернути престоли поваленим православним єпископам. На цьому соборі Єрусалимський патріарх Ілля І виступив головним противником монофізитів.
Але як тільки війська Віталіана відступили, Анастасій відрікся від своїх обіцянок. Проти заколотників рушила армія, однак Віталіан здобув у бою повну перемогу і вдруге підійшов до столиці. У 515 р. Анастасій знову просив миру. Але, уклавши перемир'я, він сам же його віроломно порушив і раптово напав на флот Віталіана. У цій морській битві заколотники були розбиті, а їх ватажок зник.
Незабаром після цієї перемоги в липні 518 р. Анастасій помер вночі під час страшної грози, що дало привід літописцям стверджувати, що імператор був убитий блискавкою.

## Канонізація
Святий у Сирійській православній церкві. День пам'яті - 29 липня.